# Puente de Simancas
El puente de Simancas, denominado en ocasiones puente románico, es un puente construido en el siglo XIII en Simancas (provincia de Valladolid, España) para franquear el Pisuerga, sobre el emplazamiento de estructuras precedentes. Se encuentra incoado desde 1989 para la declaración futura como bien de interés cultural.

## Historia

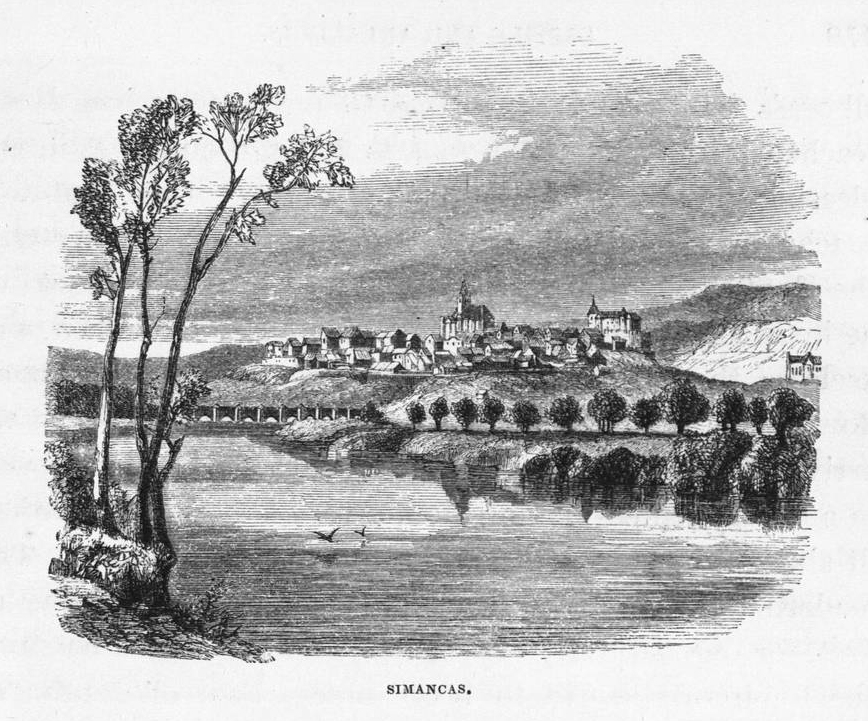
Grabado del puente de Simancas realizado en 1853.

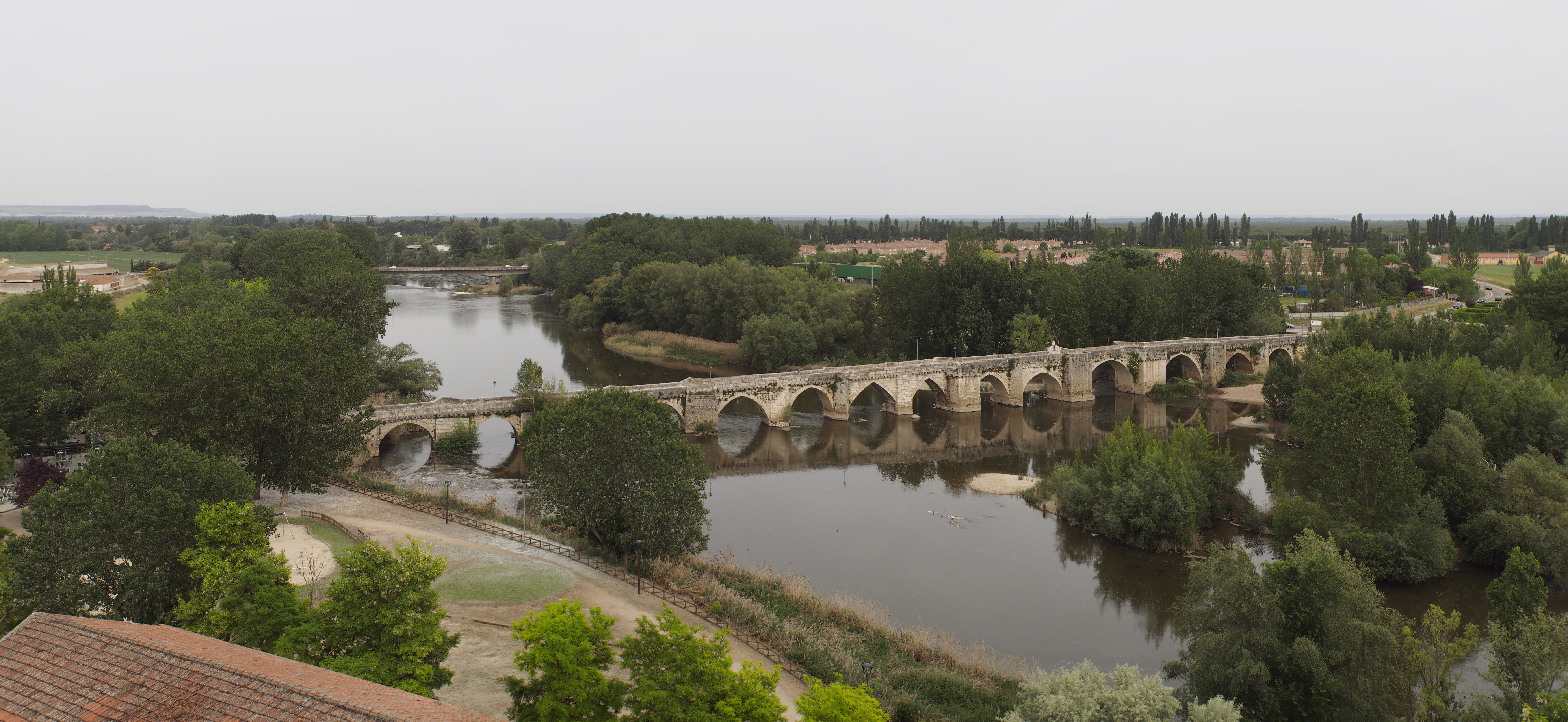
El puente en el año 2022.

Se trata de un puente romano-medieval de piedra, construido en sillería con 17 arcos (mayoritariamente ojivales) con tajamares y contrapilares. Ocupa un lugar de gran importancia para las comunicaciones terrestres desde la Antigüedad, ya que se encuentra en el antiguo trazado de la calzada romana entre Augusta Emerita y Caesaraugusta. De hecho, hoy en día, forma parte del trazado del Camino de Santiago de Madrid.
En el vado que forma el Pisuerga en sus inmediaciones tuvo lugar la batalla de Simancas en el año 939. La victoria cristiana en las inmediaciones del puente permitió reafirmar la significación estratégica y militar de Simancas como plaza fortificada de la línea del Duero, puesto que el Pisuerga desemboca con el Duero en Pesqueruela, apenas a unos kilómetros de donde se encuentra el puente.
En 1812, en el transcurso de la guerra de la Independencia española, se produjo la voladura de varios ojos del puente por parte de las tropas napoleónicas ante el avance angloespañol bajo las órdenes del duque de Wellington.
Entre 2023 y 2024 estuvo en obras de rehabilitación.

## Galería

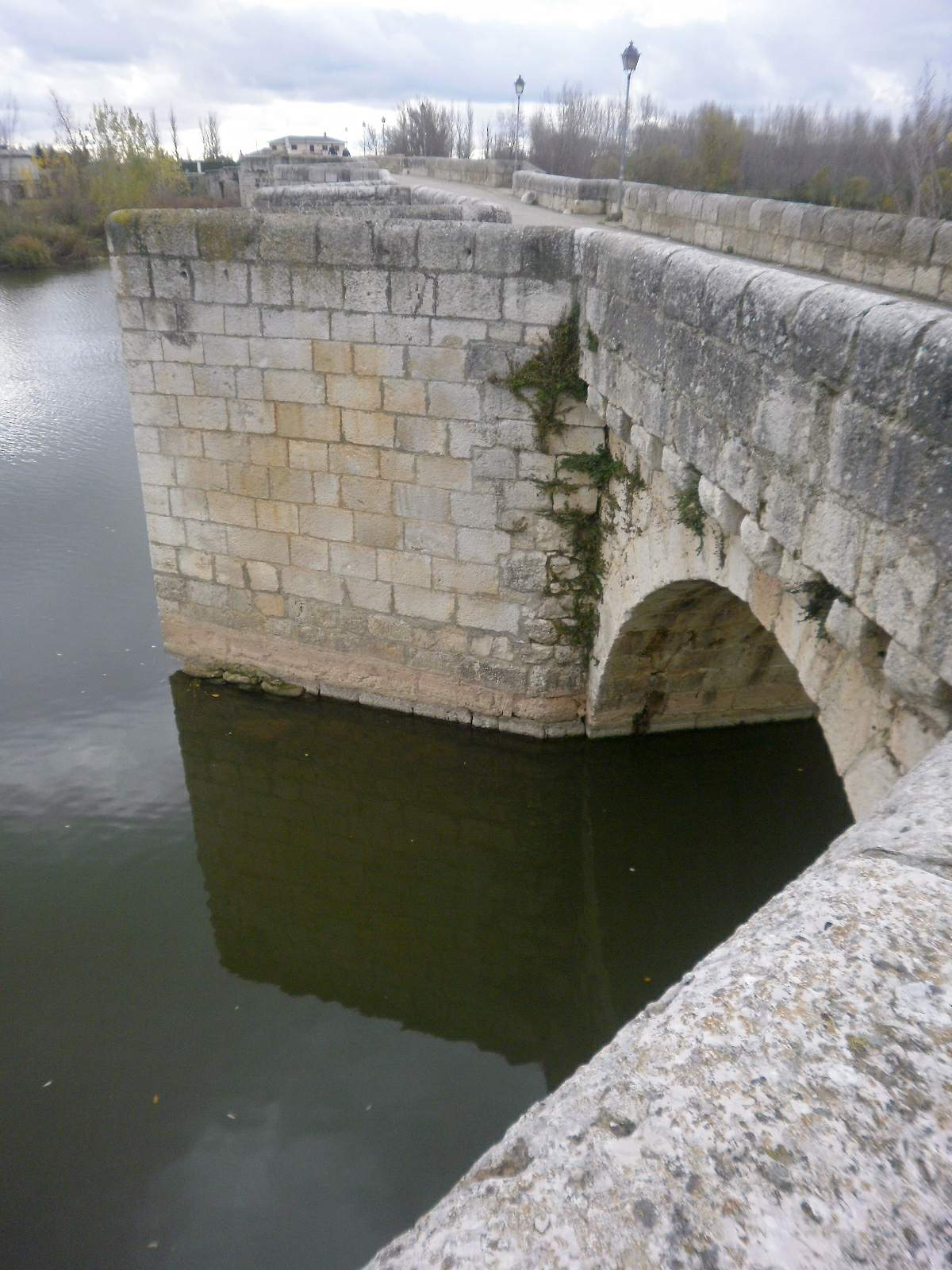
Detalle del puente, año 2018.
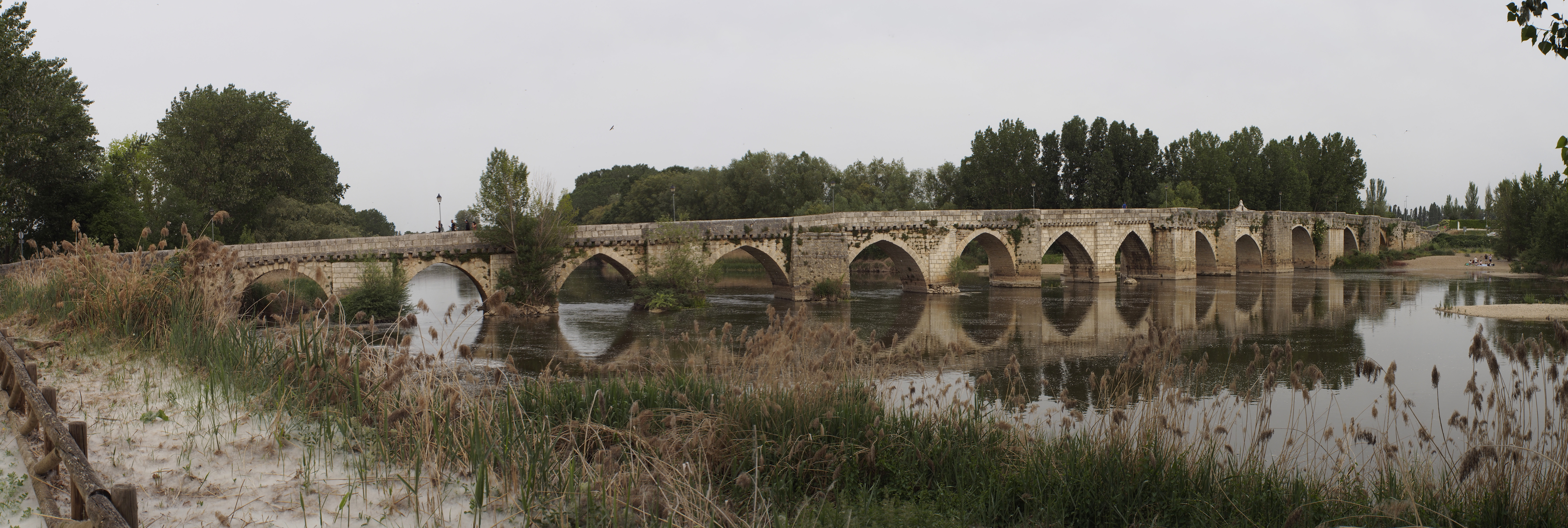
Vista del puente a nivel de la orilla, año 2022.